# Tomodachi Life

Tomodachi Life (Vida Amiga), llamado en Japón Colección Tomodachi: Nueva Vida (トモダチコレクション 新生活 Tomodachi Korekushon: Shin Seikatsu?) es un videojuego de simulación social desarrollado y publicado por Nintendo para la consola Nintendo 3DS. Se trata de la secuela del juego Tomodachi Collection para Nintendo DS, que sólo salió a la venta en Japón.
Fue lanzado el 18 de abril de 2013 en Japón, el 6 de junio de 2014 en Norteamérica y Europa, el 7 de junio de 2014 en Australia y el 17 de julio de 2014 en  Corea del Sur.  La traducción al holandés del juego salió más tarde que todas las demás versiones, el 16 de octubre de 2015. Esto puede haber sido para apuntar a un grupo demográfico más joven, porque la mayoría de los jugadores holandeses juegan en inglés.
Fue el juego más vendido en Japón durante su primera semana de lanzamiento, vendiendo 404.858 unidades. A 31 de diciembre de 2013, el juego había logrado vender 1,82 millones de unidades todos. Con más de 6,72 millones de copias vendidas en todo el mundo, fue el undécimo juego de 3DS más vendido de todos los tiempos.

## Modo de juego
El juego tiene lugar en una isla habitada por Mii, que el jugador puede importar desde su Nintendo 3DS, desde otros dispositivos, o desde QR Codes, o bien puede crearlos desde cero utilizando la cámara de Nintendo 3DS o las herramientas de creación de Mii del juego. Estos Mii pueden tener su propia voz, hablan mediante un software sintetizador de voz, y una personalidad única. Los Mii pueden realizar varias acciones, tales como comer, cambiarse de ropa y hacer muchas actividades de ocio. A medida que se incorporan más Mii, podrán suceder muchas interacciones extrañas y curiosas entre los Mii, como amistades, montajes, adversidades e incluso podrán participar en sus propios números musicales.

## Desarrollo
Durante el Tokyo Game Show de 2011, Nintendo presentó esta secuela de Tomodachi Collection para la videoconsola Nintendo 3DS, con la novedad de que se podría formar una familia. Este último detalle fue motivo de polémica en las redes sociales, porque por unas imágenes hechas por fanes se daba a entender que el juego permitía a dos avatares o Mii varones contraer matrimonio, aunque realmente se trataban de un avatar masculino y otro femenino, pero este segundo había sido creado con rasgos de hombre. Al mismo tiempo hubo un error en el que si se pasaban personajes de otras versiones antiguas el juego se bloqueaba y comenzaban a ocurrir fallos, como que un Mii ya casado podía contraer matrimonio con otro personaje. Debido a que ambas situaciones ocurrieron cerca una de la otra, cuando Nintendo subsanó el error lanzando un parche provocó que se tildase a Nintendo en las redes sociales como una compañía homófoba.

## Aparición en otros juegos
Hay un escenario basado en este juego en la versión de 3DS de Super Smash Bros. para Nintendo 3DS y Wii U.
Existe un Minijuego en WarioWare Gold basado en este juego, en el cual se debe quitar una hoja de un Mii, Como sucede en el videojuego real.